# Anisacanthus quadrifidus
El mohuitl o moytle de México (Anisacanthus quadrifidus (Vahl) Nees) es una especie fanerógama perteneciente a la familia de las acantáceas. Es nativa de Texas en Estados Unidos hasta Oaxaca en México.

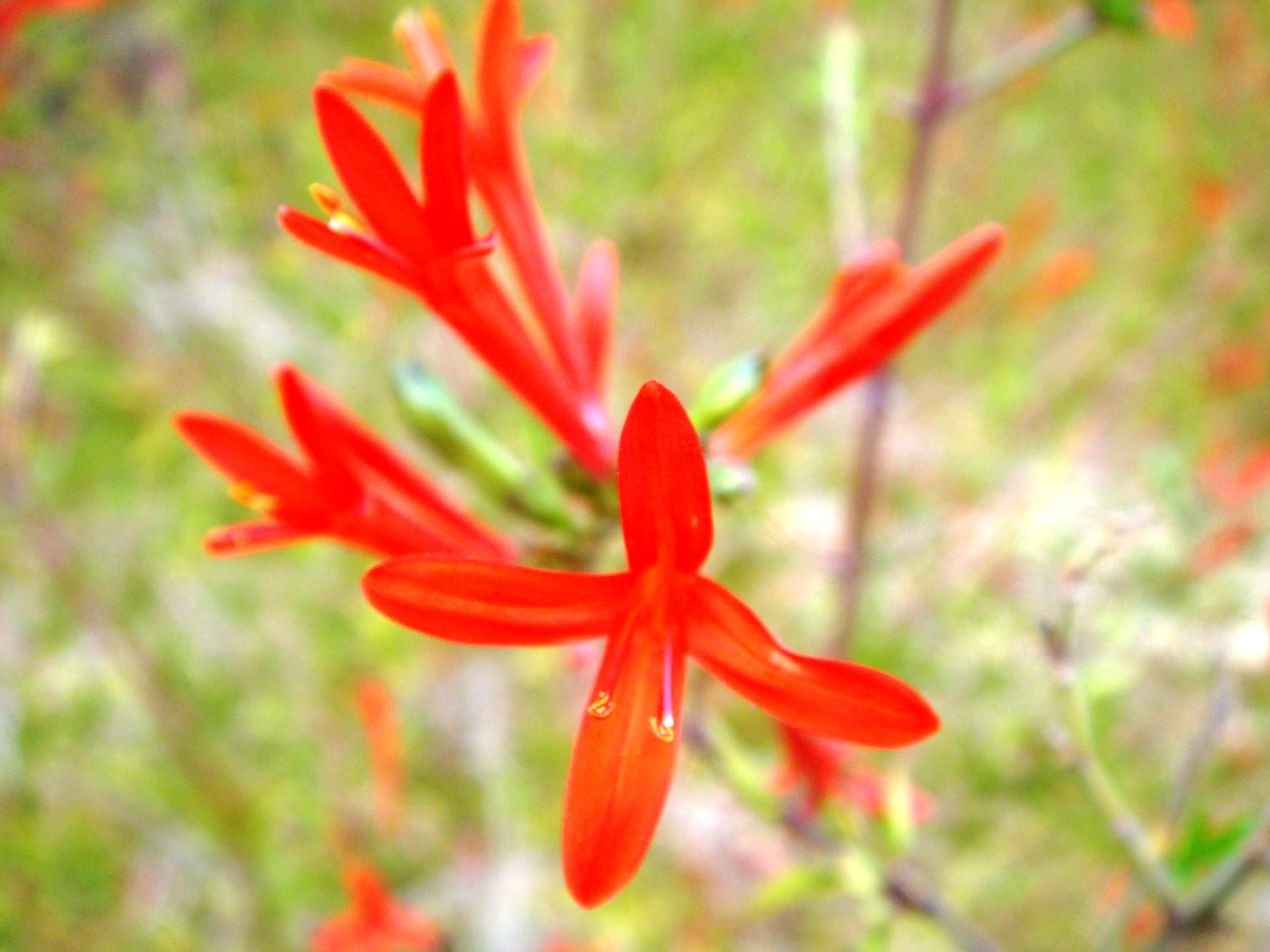
Flores.

## Hábitat
Se encuentra en laderas rocosas y secas,  pastizales, matorral xerófilo y bosques de Pinus cembroides. Frecuentemente en orillas de cultivos o en descuidadas  zonas áridas en alturas de 1500 a 2450 m s. n. m.

## Descripción
Es un arbusto que alcanza  hasta los 3 m de altura con el tallo ramificado. Los tallos jóvenes son de color verde o morado, a veces estriados, con pelillos blancos generalmente dispuestos en 2 hileras opuestas. Las hojas son opuestas, angostamente ovadas, de hasta 6.5 cm de largo, puntiagudas, con la base redondeada, con puntos diminutos sobre su superficie y con pelillos. La inflorescencia es una espiga laxa, con las flores sésiles o casi sésiles y todas de un mismo lado del eje que presenta pelillos glandulares. Acompañando a las flores se encuentran brácteas y bractéolas caedizas.
Las flores son vistosas; el cáliz con el ápice dividido en 5 lóbulos desiguales, largamente triangulares (que crecen al desarrollarse el fruto), con mechones de pelos blancos en las puntas; la corola de color rojo-anaranjado a rojo, de hasta 4.5 cm de largo, cubierta de pelillos, formada por un tubo delgado que hacia el ápice se amplía y se divide en 2 labios, el labio posterior entero aunque a veces con la punta ligeramente dividida y el labio anterior profundamente dividido en 3 lóbulos largos; dos estambres, sus filamentos gruesos y unidos al labio anterior de la corola; el estilo delgado con el estigma dividido en 2 lóbulos.
El fruto es una cápsula más o menos ovoide, algo comprimida, adelgazada hacia ambos extremos. En la madurez el fruto se abre por la mitad. Tiene 2 a 4 semillas, discoides, color café, cada una sostenida por una especie de gancho (retináculo). 

## Taxonomía
Tamarix ramosissima fue descrita por (Vahl) Nees y publicado en Linnaea16(3): 308. 1842.
Etimología
Anisacanthus: nombre genérico que deriva de las palabras griegas: ανισος (anisos), que significa "desigual", y ακανθος (acanthos), que significa "aguijón, espina".
quadrifidus: epíteto
Sinonimia
- Justicia quadrifida Vahl basónimo
- Anisacanthus virgularis (Salisb.) Nees
- Anisacanthus wrightii var. brevilobus S.H.Hagen
- Justicia hyssopifolia Gouan ex Nees
- Justicia superba Nees
- Justicia virgularis Salisb.[4]

var. wrightii (Torr.) Henrickson
- Anisacanthus junceus (Torr.) Hemsl.
- Anisacanthus wrightii (Torr.) A.Gray
- Drejera wrightii Torr.